# マルシュアスの皮剥ぎ (ティツィアーノ)
『マルシュアスの皮剥ぎ』（マルシュアスのかわはぎ、伊: Ritratto del cardinale Pietro Bembo, 英: The Flaying of Marsyas）は、イタリアの盛期ルネサンスのヴェネツィア派の巨匠ティツィアーノ・ヴェチェッリオが1570年から1576年ごろに制作した絵画である。油彩。ティツィアーノ最晩年に制作されたおそらく最後の作品で、前景の石に部分的に署名されているが、未完成の可能性がある。オウィディウスの『変身物語』でも言及されているギリシア神話のアポロンとマルシュアスの音楽競技を主題としており、敗北したマルシュアスが生きたまま皮を剥がされ殺害されるシーンを描いている。晩年のオウィディウスを主題とする神話画は主にスペイン国王フェリペ2世の神話画連作《ポエジア》のために制作されたが、本作品はその一部には含まれなかったようである。絵画は1673年以来モラヴィアにあったが、その存在は長い間忘れ去られており、「1909年まで解説書に登場することはなかった」。研究者の間では1930年代までに「後期の重要作品として広く受け入れられていた」が、一般にはほとんど知られていなかった。1983年にロンドンのロイヤル・アカデミーで開催された大規模な展覧会の「目玉作品」として海外で初めて公開されると、「驚くべき賞賛とともに迎えられた」。ほとんどの鑑賞者にとって絵画は初めての経験であり、『ニューヨーク・タイムズ』のジョン・ラッセルは「展覧会で最も驚くべき絵画」と評した。ローレンス・ゴーイング卿は人々の関心について詳細に分析し、「この数か月のあいだ、ロンドンは半分この傑作の魔法にかかっており、70代のティツィアーノの《ポエジア》を席巻した悲劇的感覚がその残酷で厳粛な極限に達したと言っても過言ではありません。ほとんど毎日、ほとんどの時間に、それを前にして困惑し、釘付けになっている訪問者の人だかりは絶えることがありません。どうして恐ろしく痛ましい主題が芸術の美や偉大さの契機となることがあり得るのかと、アカデミーでは今も人々が疑問を抱き、ラジオでは善意の批評家が議論しています」と書いている。現在はチェコ共和国クロムニェジーシュのクロムニェジーシュ宮殿美術館に所蔵されている。

## 作品

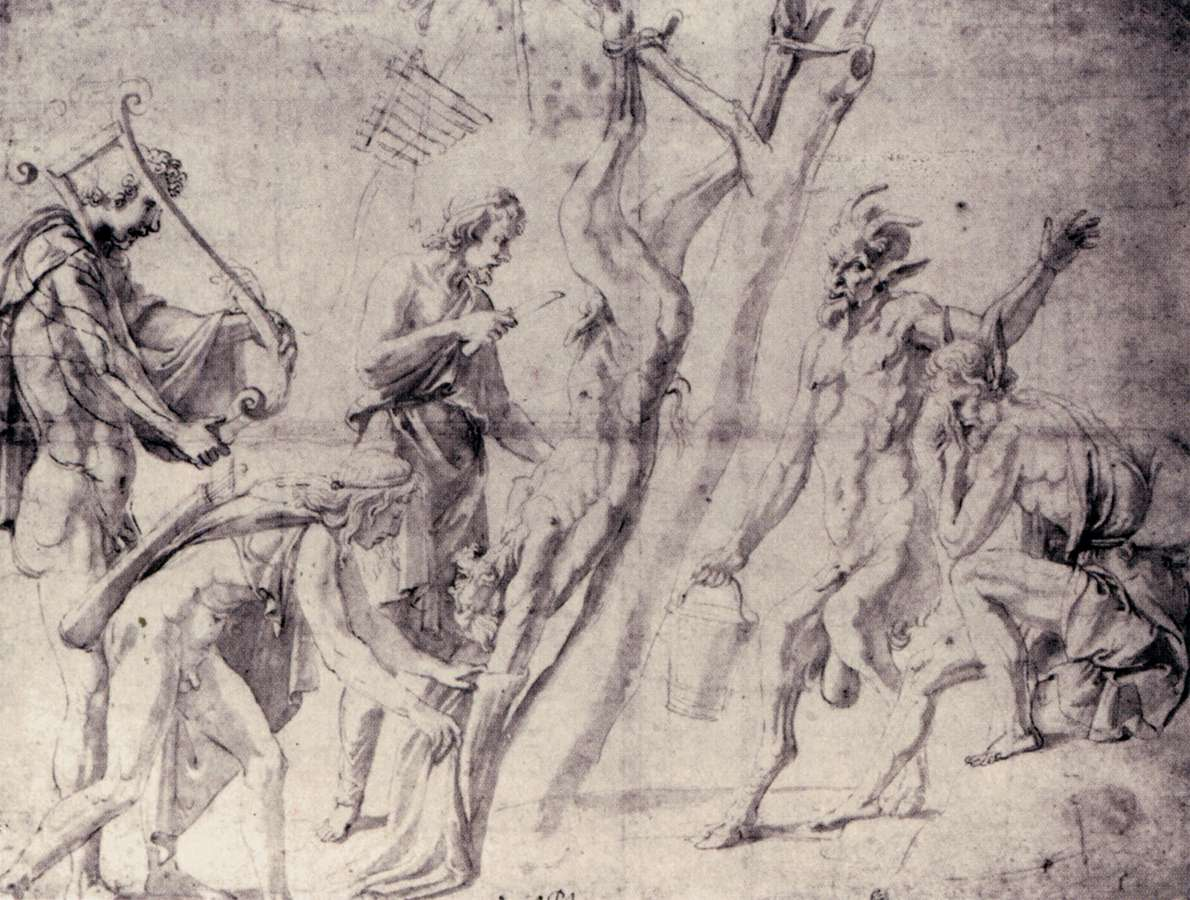
ジュリオ・ロマーノによるマントヴァのフレスコ画のための素描、1524年から1534年。ルーヴル美術館所蔵。

こうした暴力的シーンの選択は、おそらくキプロスの都市ファマグスタのヴェネツィア人指揮官マルコ・アントニオ・ブラガディンの死にインスピレーションを得ている。ブラガディンは1571年8月に都市が陥落した際にオスマン帝国によって生皮を剥ぎ取られ、ヴェネツィアで大きな怒りを引き起こした。
ティツィアーノの構図は間違いなく数十年前のジュリオ・ロマーノの構図から派生している。どちらの画家もオウィディウスの『変身物語』第6巻の記述に従っている。オウィディウスは同箇所で音楽競技を非常に簡潔に取り上げているのに対し、皮剥ぎの場面は比較的長めに説明している。しかしその場面を視覚化するために役立ちそうなものはほとんどない。
マルシュアスは古典的なアウロスまたは二重フルートの熟練した演奏者であったが、ティツィアーノの時代では通常パンパイプが代用された。マルシュアスの楽器は頭上の木に吊り下げられている。一方、アポロンが好んだ楽器も通常は竪琴であったが、ここでは最大7本の弦を持ち、ヴァイオリンの祖先である、同時代の楽器リラ・ダ・ブラッチョが描かれている。この弦楽器は正体不明の音楽家によって演奏されているが、一部の学者はこの人物はアポロン自身であり、おそらく2度目の登場であると主張している。なぜならアポロンは明らかに月桂冠を頭に被り、ひざまずいて刃物を手に取り、マルシュアスの胸の皮を剥ぎ取っている人物だからである。この音楽家はオルペウスであるか、あるいはマルシュアスの熱心な弟子で、後にアポロンが竪琴奏者に転向させたとオウィディウスが言及しているオリンポスであると提案されている。右側に座っている老人として表された神話的な王ミダスは、しばしばティツィアーノの自画像と考えられている。マルシュアスに対するミダスの下向きの視線は、画面の反対側で天を見上げている音楽家の視線と平行している。
オウィディウスは音楽競技の審査員について言及することを避けている。ほとんどのギリシアの記述では3人のムーサがその役割を果たしたが、この神話は同じ土地で起きた「ミダスの審判」と早くから混同された。「ミダスの審判」もやはり音楽競技のエピソードで、常に竪琴を演奏するアポロンとパイプを演奏する牧羊神パンの間で競われた。競技はもちろんアポロンの勝利に終わり、パーンはただ屈辱を受けただけであったが、一説によるとミダス王はパンの演奏を好んだため、罰としてロバの耳を与えられた。画面右に座っている王冠を被った人物はミダス王であるが、耳は特に変化していないように見える。「ミダスの審判」もしばしば絵画に描かれた主題で、どちらもミダス王が統治していた現在のトルコ中西部のプリュギア地方を舞台としており、古代世界では音楽と様々な関係があった。ナイフを持った人間はプリュギア帽子を被っている。

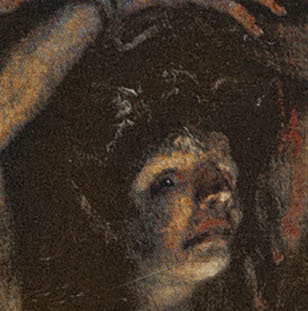
吊るされたマルシュアスの頭部（ディテール）。

アポロンは画面左でマルシュアスの足を処理している邪悪な「スキタイ人」と、ミダス王の奥でバケツを持ったサテュロスに手伝われている。おそらく血液を採取するため、あるいは物語のいくつかのバージョンで後にアポロンが釘で神殿に打ち付けたとされる、剥がした皮を保持するためである。小さな少年あるいは少年のサテュロスが、画面右端で大型犬を拘束しており、はるかに小さな犬が画面中央の地面に落ちた血を舐めている。ティツィアーノの時代、特に彼の作品で典型的であったように、サテュロスは山羊の脚を持った姿で描かれ、逆さまに吊るされることでそれが強調されている。同様にティツィアーノは屠殺されるかあるいはその前に皮を剥がされる中型動物に典型的な立場をマルシュアスに与えた。マルシュアスの身体の大部分はまだ皮が剥がれていないように見えるが、アポロンは左手に剥がれた大きな皮片を持っている。
構図的には、マルシュアスの脚によって形成された「V」字の形は、マルシュアスを見ている、最も近接して配置された4人の人物の明るく照らされた「V」字型の腕によって共鳴している。マルシュアスの臍はほぼ正確に画面の中心に位置している。科学的な調査は、ジュリオ・ロマーノの構図との主な違いのうちの2つが、塗装が開始されてからかなり後に加えられた変更であることを明らかにした。当初はジュリオ・ロマーノの構図のように、音楽家は楽器を持っているだけで、少年や小さなサテュロスや大型犬は存在しなかった。これらの特徴を持つ本作品のヴァリアントが存在しており、ティツィアーノや工房によるものではなく、おそらくほぼ同時代の作品であり、ヴェネツィアの個人コレクションに所蔵されている。これはティツィアーノの別のバージョンや研究に基づいている可能性があり、これらの点ではジュリオ・ロマーノの素描 (下図) に近い。

### 図像的源泉

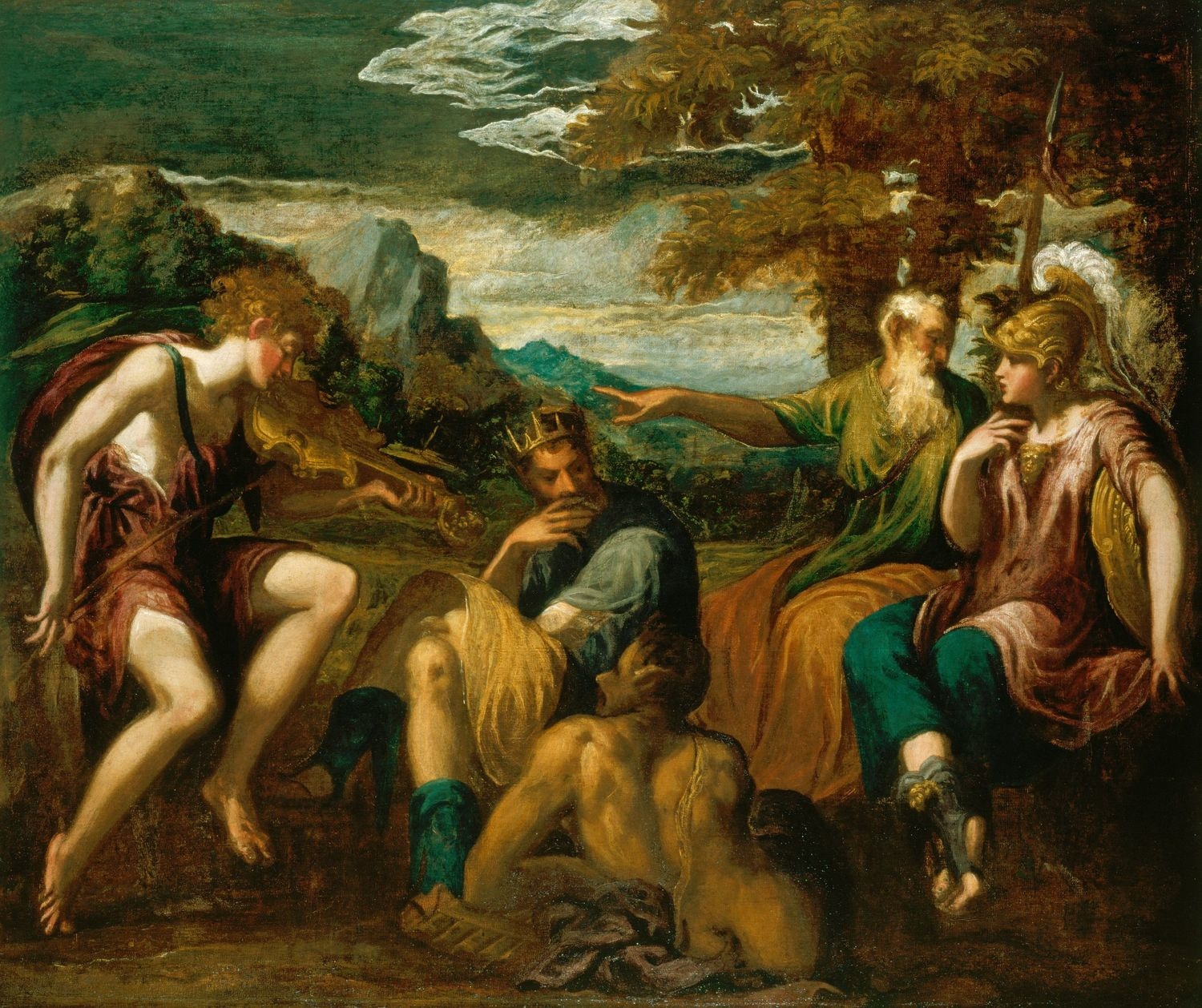
アンドレア・スキャヴォーネの『ミダスの審判』。ロイヤル・コレクション所蔵。

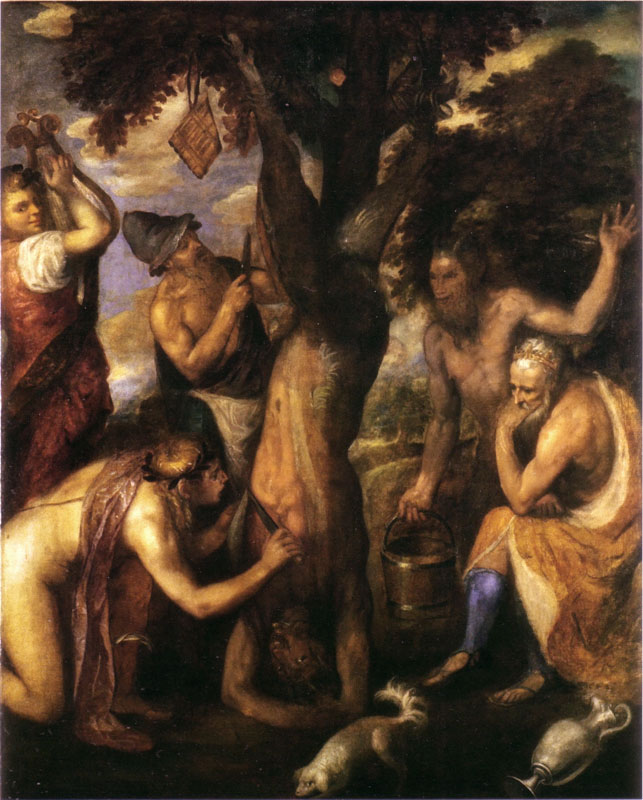
初期のバージョンの複製。少年と大型犬が欠けており、音楽家は別の楽器を持っていることから、ジュリオ・ロマーノの素描により近く、明らかにティツィアーノの初期の段階を反映している。個人蔵。

マルシュアスはローマ彫刻やヘレニズム彫刻ではよく知られた主題であり、有名なタイプではマルシュアスは腕を頭上に上げて縛られ、吊り下げられた姿が描かれた。これはおそらくヘレニズム時代のペルガモンに起源を持ち、ルネサンス後期の様々な作例でよく知られている。またラファエロ・サンツィオは1509年から1511年の間にヴァチカンの署名の間の天井画に小さな『アポロンとマルシュアス』（Apollo e Marsia）を描いた。しかし、ラファエロの天井画はティツィアーノの構図に直接的な影響を与えていない。
より近いのは、ルーヴル美術館に所蔵されている、ジュリオ・ロマーノがマントヴァのテ離宮に制作したフレスコ画のための素描である（1524年-1534年）。この素描が本作品の構図の主な図像的源泉になったことは明らかである。素描には少年と犬を除くすべての人物と要素がほぼ同じ位置に配置され、特にマルシュアスは明らかに西洋美術で初めて逆さまに縛られた姿で描かれている。もっとも、画面左に立っている人物はティツィアーノと同じくリラ・ダ・ブラッチョ奏者ではなく、竪琴を持った従者として描かれている。座像のミダス王にはロバの耳があり、明らかに一層苦しんでいる様子で顔を両手で覆っており、アポロンは片膝をつかずにかがみ、刃物で皮を剥ぎ取るのではなく、まるで上着を脱がすかのように皮を引き剥がしている。
イギリスのロイヤル・コレクションに所蔵されている、アンドレア・スキャヴォーネの『ミダスの審判』（Il Giudizio di Mida）は約20年前の1548年から1550年ごろの作品で、雰囲気や構図の一部の細部においてティツィアーノに匹敵している。スキャヴォーネはティツィアーノのもとで修業していた画家であり、ティツィアーノは「この絵画のアポロンとミダス王の物思いにふける抽象的な態度、物語の劇的な雰囲気を高めている根本的に自由な印象派的な筆致といった要素もまた覚えていたに違いない」。アポロンもリラ・ダ・ブラッチョを演奏し、まだ正常な耳のミダス王はパンを真っ直ぐに見つめている。
ミダス王は伝統的なメランコリックのポーズをとっており、スキャヴォーネは言うまでもなく、ティツィアーノはラファエロが『アテナイの学堂』（Scuola di Atene）でヘラクレイトスとして描いたミケランジェロの肖像画や、アルブレヒト・デューラーの『メランコリア I』（Melencolia I）を見てこのポーズを知っていたと思われる。

### 技法と様式
『マルシュアスの皮剥ぎ』の技法はティツィアーノ後期の様式の特徴である。ニコラス・ペニーは「強烈な緑色、青色、赤色（ヴァーミリオンおよびクリムゾン）･･･1560年以降、ティツィアーノはしばしば自らの指でこれらの色を乱雑に塗り始め、したがってそれらは半分だけがいずれかの形式に属し、絵画の表面に浮かんでいるように見える。彼は明らかに最後にそれらを描いた。･･･煙のような下絵の一部（特にアポロンの幽霊のような身体）はまだ見ることができるが、血、犬の舌、そして木のリボンは鮮やかな赤色である」と評した。
本作品を含め、ニコラス・ペニーは彼が完成作と考えていた後期作品群について説明し、未完成と考えた『アクタイオンの死』（La morte di Atteone）と対比させ、「絵画のぼやけた領域の影響（･･･判読不能な距離、群葉を突き通すような光）は、より完全に造形された形とのコントラストによって強調されている。とはいえ、まだしばしな大まかに描かれており、そして実際に、より詳細に描かれているものもある（ミダスの王冠･･･）」と指摘している。ナイフの刃や、バケツ、他の場所などに、強い白のハイライトがあり、これはティツィアーノが1571年の『タルクィニウスとルクレティア』（Tarquinio e Lucrezia）のものに匹敵する。
純粋に技術的な手段を超えて、多くの研究者は『マルシュアスの皮剥ぎ』や他の非常に後期の絵画で喚起されているティツィアーノの絵画言語を明確に表現しようと試みてきた。シドニー・ジョセフ・フリードバーグによれば、「物体の表面は銀色に光り、大気はほとんど呼吸できないほど濃密で、鈍い火のようだ･･･残酷さの中にある皮肉な喜劇、荘厳な美しさの中にある醜さと奇妙さがあり、崇高さの感覚には恐怖が伴う」。
ジョン・スティアにとって、「それを伝えるのは個々の色彩ではなく、テーマにふさわしい、血痕のしみ汚れのような赤が跳ね飛んだ、緑がかった金色を呼び起こす、乱れたタッチの全体的な放射である。ビジョンと表現は、ここでは、たとえ議論の目的であってもそれらを切り離すことはできないほど一体である。･･･色調と色彩を通して絵具を理解しようとするティツィアーノの激しい苦闘、シーンの物理的な現実は、それらの意味の基本的な部分をなしている」。

## 解釈

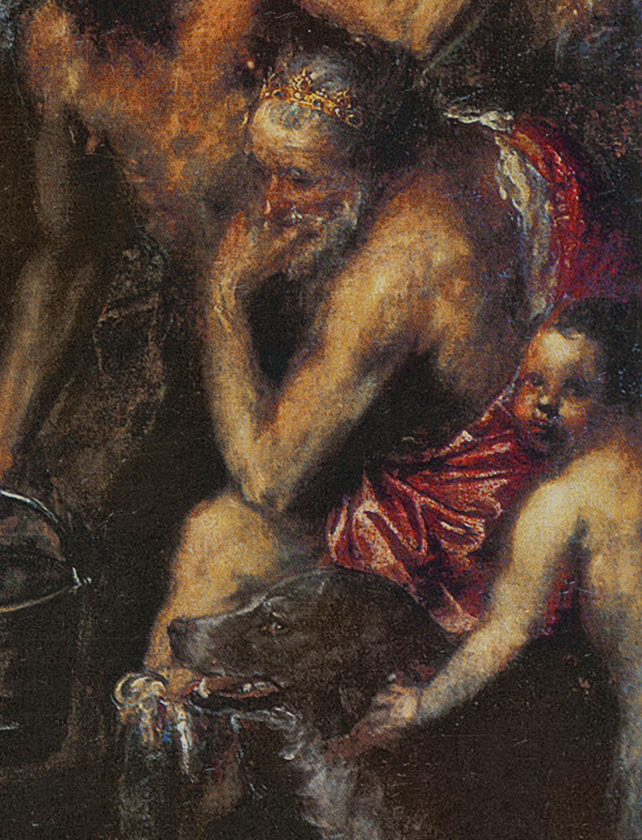
ミダス王（ディテール）。

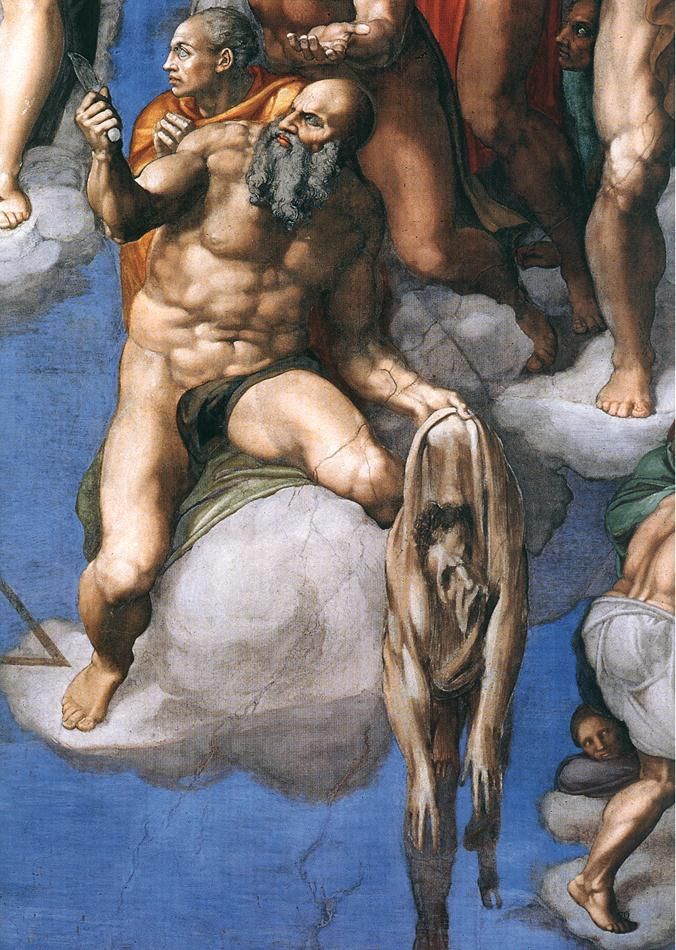
『最後の審判』の聖バルトロメウス。布教の際に捕らえられて生皮を剥がされた伝説から、自身の皮を手にした姿で描かれている。

多くの研究者がこの「有名な野蛮な」絵画の意味を捉えようとしてきたが、「表現の残忍さ」にもかかわらず、多くの人々が強く注目せずにいられないことを認めており、「ティツィアーノのすべての絵画の中で最も議論され、崇敬され、そしてひどく嫌悪されている」と評される。一般的な説の1つは、絵画がルネサンス期の新プラトン主義における「肉体からの精神の解放」、あるいはより高い洞察力や明晰さの獲得についての考えを反映しているというものである。このような考えは通常、別の有名な皮剥ぎの表現と関係していると考えられている。ミケランジェロ・ブオナローティの自画像を持つ剥ぎ取られた皮は、システィーナ礼拝堂の『最後の審判』（Giudizio Universale）の中で、聖バルトロマイが自身のアトリビュートとして左手に保持している。ミケランジェロの詩のひとつは自らの死後、新しい人生への希望を示すために脱皮する蛇の比喩を使用した。
この精神に基づいて、ダンテ・アリギエーリは『神曲』の「天国篇」を「私の胸の中に入り、マルシュアスを四肢の覆いから引き裂いたときのように、あなたの魂を私に注入してください」と請い求めたアポロンへの祈りとともに始めた。他のルネサンス期の描写では、マルシュアスの毛皮で覆われた脚は皮を剥ぐと人間のように見えるため、「彼をこの恐ろしい運命に追い込んだ動物性から救い出す」という。
哲学者から小説家に転身したアイリス・マードックは特に『マルシュアスの皮剥ぎ』に魅了され、インタビューで絵画を「西洋正典の中で最も偉大なもの」と述べた。『マルシュアスの皮剥ぎ』は彼女の3作の小説で言及されており、登場人物たちによってしばしば議論されている。画家トム・フィリップスが描いたナショナル・ポートレート・ギャラリーに所蔵されている彼女の肖像画では、背後の壁の大部分を本作品の複製が占有している。彼女は「人間の人生とそのすべての曖昧さとすべての恐怖、畏怖、悲惨さと関係があり、そして同時に美しい何かがあり、絵画は美しく、そして人間の状況への霊的なものの侵入や神々の接近と関係がある･･･」と述べた。
マルシュアスの神話は一般的に、神に対して挑戦するという傲慢な行為の後に待っている、決して避けることのできない災厄を例示するものとして解釈された。素朴で軽薄な管楽器に対する、宮廷の竪琴、つまり同時代の弦楽器の一般的な道徳的および芸術的優位性を強化するための音楽競技と見なす考えは古代の議論に存在しており、16世紀においてもおそらく何らかの関連性を保持していた。ゴーイングは「それは弦楽の中で響く秩序と調和の法則を代表するものであった。アポロンが混沌とした衝動的なパイプの音に対して勝利を収めたことを意味している」とコメントした。美術史家エドガー・ウィントにとっては、この音楽競技は「ディオニュソスの暗愚とアポロンの明快さの相対的な力を決定するものであった。そしてもし音楽競技がマルシュアスの皮を剥いで終わったとするならば、それは皮を剥ぐことそれ自体がディオニュソスの儀礼であり、それによって人間の外見の醜さを脱ぎ捨て、彼の内面の美しさを明らかにする悲劇的な浄化の試練であったことが理由であった」。あるいは一般的または特定の政治的意味があり、傲慢な敵対者に対する「正当な懲罰」を描いているという提案もある。
サテュロスを数に含めることが許されるならば、「人間の3つの時代」はすべて表現されており、実際、画面右ではそれらは斜めに並んでいる。少年あるいは若いサテュロスはぼんやりした表情で鑑賞者を見つめ、働き盛りの人物たちは様々な表情で仕事に集中しており、ミダス王は明らかに憂鬱な諦観を持ってその場面を熟考しているが、それ以上介入しようとはしていない。

## 来歴
ティツィアーノに絵画を発注した者がいたかどうかは不明である。ティツィアーノの晩年の主な顧客はスペイン国王フェリペ2世であったが、現存する書簡に本作品に関する言及はない。絵画は1576年に死去したティツィアーノのアトリエに残されていた作品の1つかもしれない。そうした作品はロンドンのナショナル・ギャラリーに所蔵の『アクタイオンの死』などいくつか知られている。それらを完成した作品と見なすべきかどうかについては議論がある。本作品の場合、署名と詳細な仕上げの領域はおそらく絵画が完成したことを示唆している。
イングランド内戦からアムステルダムに亡命していた第21代アランデル伯爵トマス・ハワードのアランデル・コレクションの1655年の目録以前の来歴は全く知られていない。コレクションの大部分はアランデル伯爵とその妻アレシア・ハワードによって、彼らがイタリアを長期訪問した1620年代に形成されたものであり、『マルシュアスの皮剥ぎ』はそこで購入されたと推測されている。
しかし1655年のアレシアの死後、そのほとんどは息子によって売却された。1655年に絵画を購入したのはフランツ・フォン・イムステンラート（Franz von Imstenraed）であった。彼はケルン出身の銀行家で17世紀最大の美術収集家の1人であるエバーハルト・ジャバッハの甥であり、フランスのジュール・マザラン枢機卿とルイ14世の代理人としても活動した。1650年代は、アランデル伯爵の友人であるイングランド国王チャールズ1世の卓越したコレクションがロンドン中に分散しており、ルイ14世の代理人として活動していたジャバッハは現地で仲介者を抱えて活動していた多くの国際バイヤーの1人であった。
1673年、絵画はオロモウツの司教カール2世・フォン・リヒテンシュタイン＝カステルコーンによって取得された。彼はまたフランツおよびベルンハルト・フォン・イムステンラート（Bernhard von Imstenraed）兄弟のコレクションのほとんどを購入した。このコレクションはかつての大司教の宮殿であり、現在は国立博物館となっているクロムニェジーシュ城に無傷のまま残されている。
おそらく18世紀の間に絵画の上下が切断され、側面、特に画面右に新たに追加されている。

## ギャラリー
関連作品

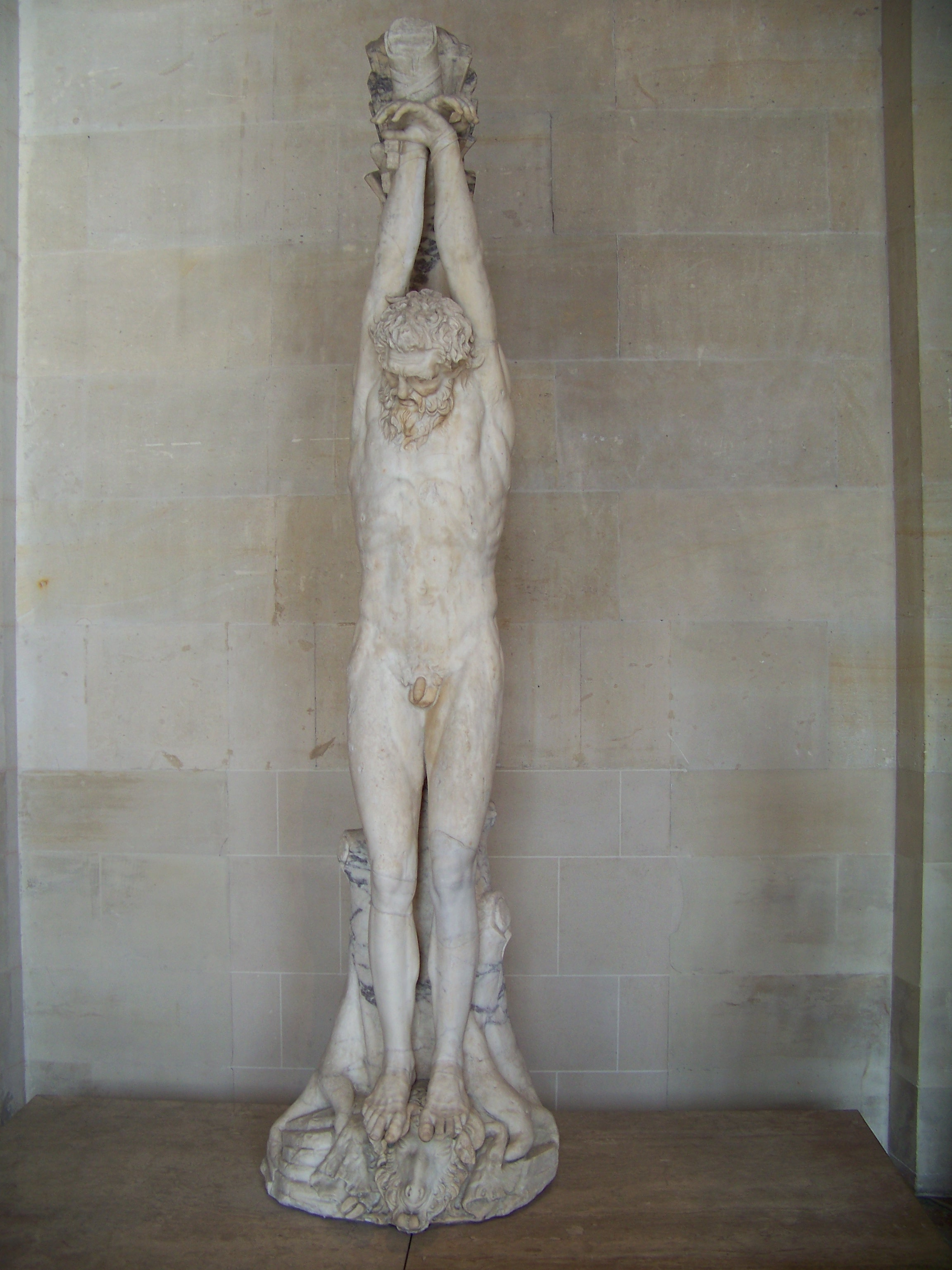
『マルシュアスの拷問』ヘレニズム時代の彫刻のローマ時代の複製 ルーヴル美術館所蔵
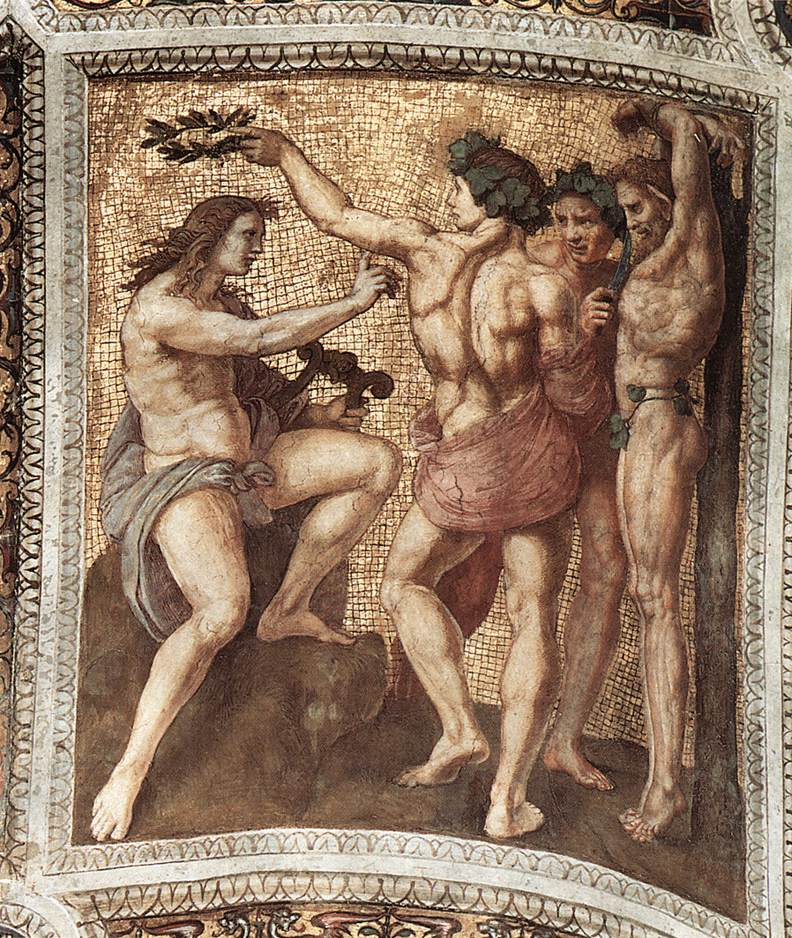
ラファエロ・サンツィオ『アポロンとマルシュアス』1509年から1511年の間 署名の間（イタリア語版）
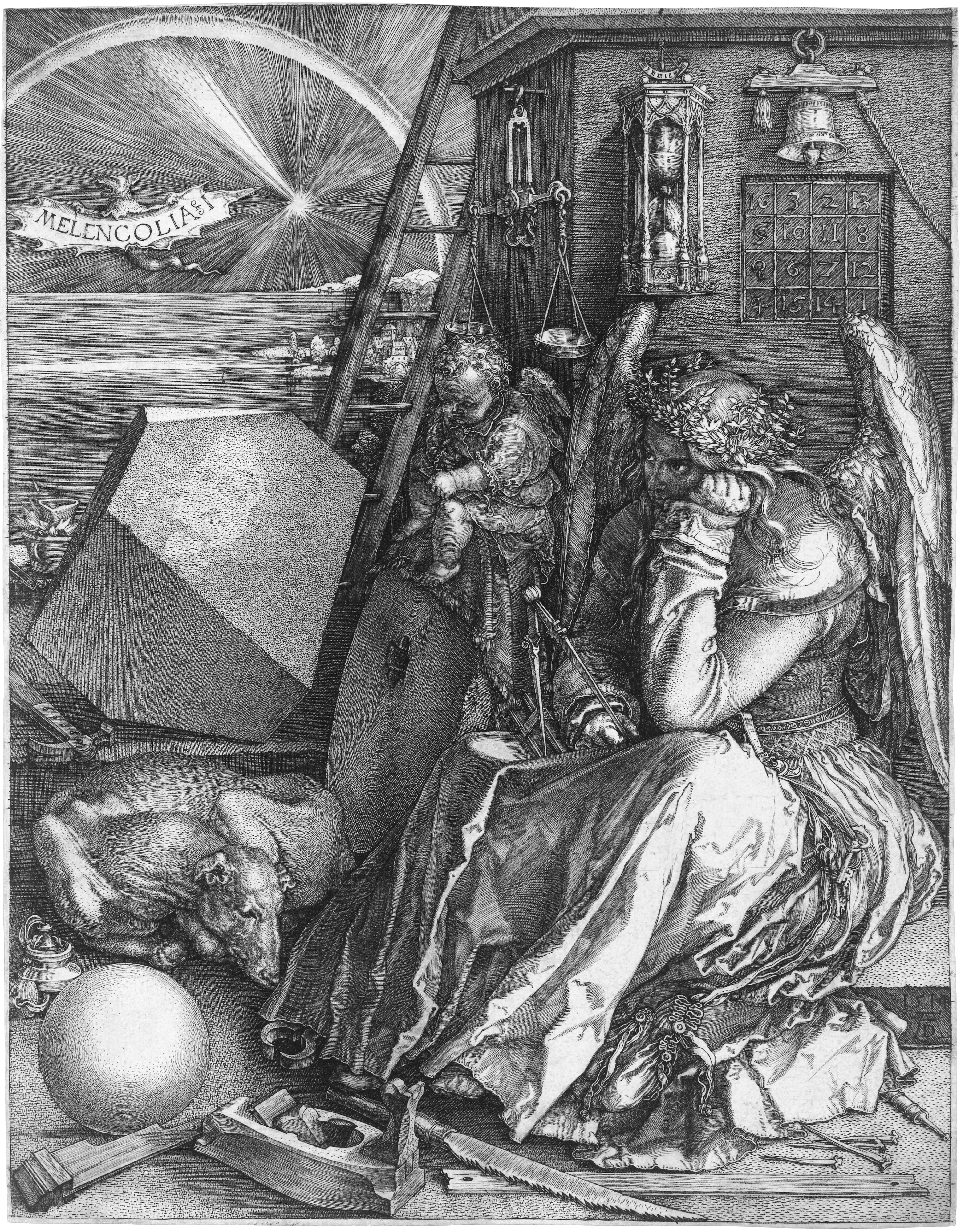
アルブレヒト・デューラー『メランコリア I』1514年